# Dorfkrug (Wedderstedt)

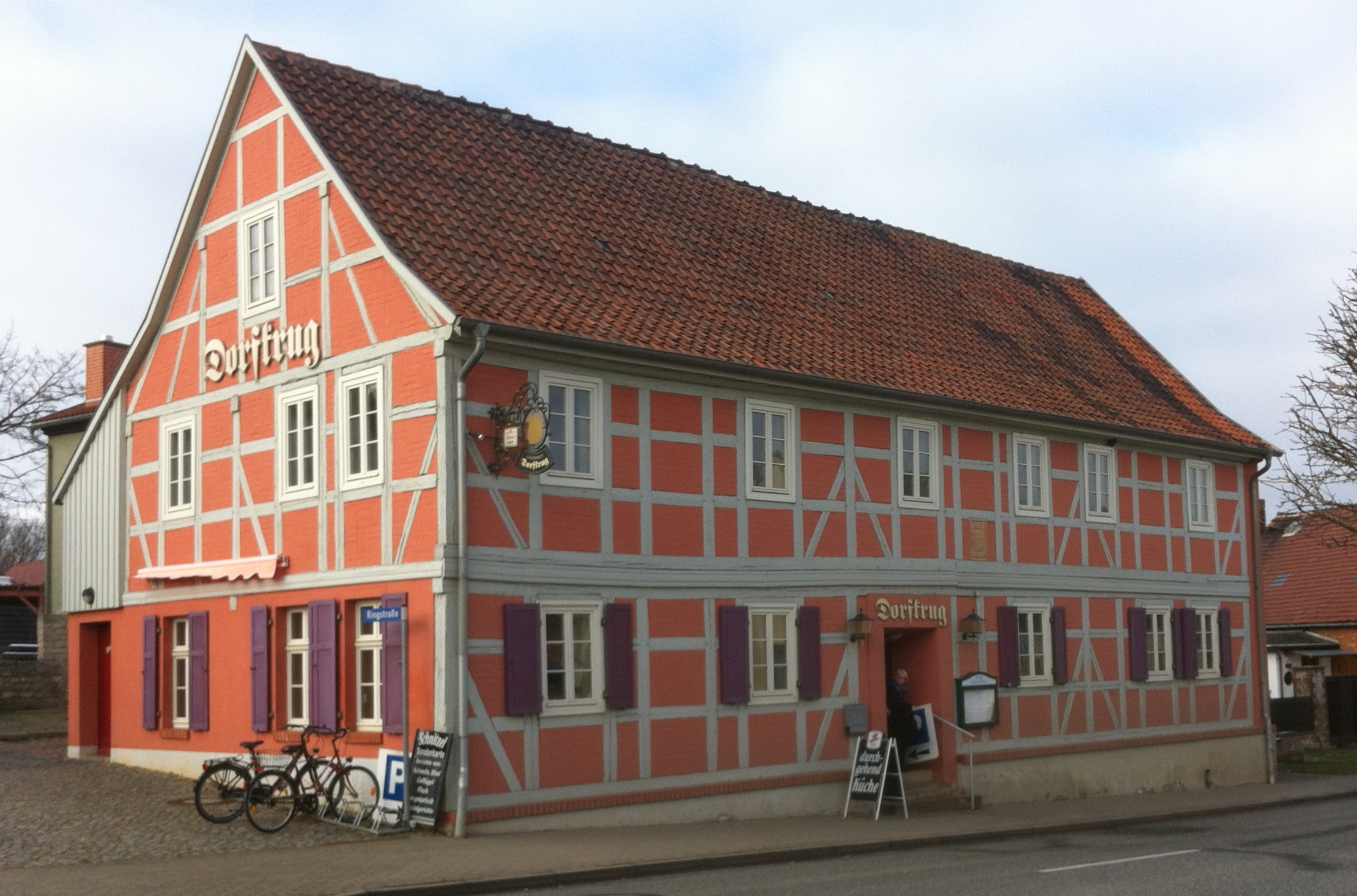
Dorfkrug in Wedderstedt

Der Dorfkrug ist ein denkmalgeschützter Gasthof im zur Gemeinde Selke-Aue in Sachsen-Anhalt gehörenden Ortsteil Wedderstedt im Landkreis Harz.

## Lage
Er befindet sich an der Adresse Quedlinburger Straße 22 in der Ortsmitte Wedderstedts unmittelbar nördlich der Einmündung der Ringstraße auf die Quedlinburger Straße. Die Gebäudeflucht des Hauses springt deutlich in die Flucht der Quedlinburger Straße. Östlich des Gebäudes ist auf der anderen Straßenseite durch Abrisse ein Platz entstanden, der die städtebauliche Bedeutung des Hauses noch erhöht. Im örtlichen Denkmalverzeichnis ist es als Gasthof eingetragen. 

## Architektur und Geschichte
Das zweigeschossige Fachwerkhaus entstand in der ersten Hälfte des 19. Jahrhunderts. Die Gefache des Hauses sind mit Zierausmauerungen verfüllt. Der Sockel des Hauses war zeitweise mit Fliesen verkleidet. Anfang des 21. Jahrhunderts erfolgte eine Sanierung des Gebäudes. Hierbei wurden wieder denkmalgerechte Fenster eingesetzt und die zuvor im straßenseitigen Erdgeschoss nach unten vergrößerten Fensteröffnungen wieder zurückgebaut. Darüber hinaus wurden im Erdgeschoss Fensterläden eingebaut.
Am nördlichen Hofgebäude befindet sich eine hölzerne, mit einer Traillenbrüstung versehene Galerie.